# Тай (народ)
Тай — группа тайских народов, проживающих на территории Южного Китая, на территории Индокитая и на северо-востоке Индии.

## Язык
Эти народы говорят на тайских языках паратайской (тай-кадайской) семьи.

## Происхождение
Предками Тай были племена сиуэ и лоюэ, которые жили во 2-1-м тысячелетиях до н. э. на юге от реки Янцзы.

## Расселение
Позже эти племена стали продвигаться на юг, вытесняя из плодородных долин Меконга, Хонгха и Менам-Чао-Праи предков монов и кхмеров, частично ассимилируя их.
С III—I вв до н. э. до середины 1-го тысячелетия н. э. в Индокитай мигрировали предки Лао и Тай горных, в 1-м и 2-м тысячелетиях н. э. мигрировали предки Сиамцев и Шанов.
Уже к началу XIV века народ Тай занял территорию их современного расселения.
Тайские люди широко распространены на материке Юго-Восточной Азии. Так же они ушли далеко на Запад, например в Ассаме и северной Бирме (Terwiel 1979: 393).

## Состав группы тай
В группу народов тай входят:
- Тайцы, также называемые кхон-таи или сиамцы — 90 млн чел.
  - исанцы[англ.]
  - тай-нё[англ.]
  - тай-ныа[англ.]
  - Юан
- Лао — 19 млн чел.
  - Лао-га[англ.]
  - Лао-кранг[англ.]
  - Лао-лом[англ.]
  - Лао-сонг[англ.]
  - Лао-вианг[англ.]
- Чжуаны — 16 млн чел.
- Шаны — 3 млн чел.
- Буи — 3 млн чел.
- Дун — 3 млн чел.
- Таи — 1,5 млн чел.
- Дайцы — 1 млн чел.
- Лы — 0,55 млн чел.
- Кхамти — 200 тыс. чел.
- чёрные таи[англ.] — 165 тыс. чел.
- Зяй — 59 тыс. чел.
- кам-янг[англ.] — 7 тыс. чел.

Существуют также более мелкие народы, которые проживают в северных районах Вьетнама, Таиланда, Мьянмы и Лаоса. В российский этнографии эти народы объединяются под общим названием «горные таи».

## Религия
Центром религиозной жизни является монастырь, в котором мальчики обязательно проходят послушание. Сохранился богатый фольклор — эпические песни и сказания (в том числе «Принцесса пава»); знаменит танец павлина. У тай существует свой лунно-солнечный календарь: год состоит из 12 месяцев, в году 354 или 355 дней, в високосном году, с 13-м месяцем — 384 дня. Из праздников наиболее красочен Новый год (по календарю тай приходится на период от 6-го числа 6-го месяца до 6-го числа 7-го месяца), во время которого участники обливают друг друга водой. Большой популярностью пользуются тайская борьба, тайский народный театр, сформировавшийся свыше 200 лет назад на основе богатого песенно-танцевального фольклора.
Тай-язычные народы разделяют идею человеческой личности, они верят, что их тело состоит из нескольких элементов, которые носят название Khwan (Formoso 1998: 3).

## Хозяйство
Пашенное заливное земледелие (рис, кукуруза, овощи, из технических культур — хлопок); развиты скотоводство (коровы, буйволы, лошади, домашняя птица) и ремёсла — строительное, ткацкое, гончарное, кузнечное. Славится тайская парча.

## Жилище
Традиционное жилище каркасно-столбовое, свайное, деревянное или бамбуковое, посредине — очаг или жаровня. Крыша сложная, многоскатная, из травы или черепицы. Скот и птицу держат под полом жилого этажа.

## Одежда
Мужская одежда — широкая куртка с короткими рукавами, короткие узкие штаны, тюрбан; в зимнее время носят обмотки на ногах и шерстяную накидку.
Женская одежда — короткая кофта с узкими длинными рукавами, распашная и длинная до пят тёмная юбка с поясом (в Сишуанбаньне), штаны (в Дэхуне); девушки укладывают заплетённые косы венком, замужние покрывают волосы повязкой. Серебряные украшения мужские (браслеты) и женские (браслеты, серьги, гривны).

## Пища
Основная пища — рис, овощи, в том числе квашеные, мясо, рыба. Особым лакомством считаются моллюски и поджаренные куколки жесткокрылых насекомых.